# Okręg wyborczy nr 10 do Senatu Rzeczypospolitej Polskiej (2001–2011)
Okręg wyborczy nr 10 do Senatu Rzeczypospolitej Polskiej obejmował w latach 2001–2011 obszar miast na prawach powiatu Piotrkowa Trybunalskiego i Skierniewic oraz powiatów bełchatowskiego, opoczyńskiego, piotrkowskiego, radomszczańskiego, rawskiego, skierniewickiego i tomaszowskiego (województwo łódzkie). Wybierano w nim 2 senatorów na zasadzie większości względnej.
Powstał w 2001, jego obszar należał wcześniej do okręgów obejmujących województwo piotrkowskie oraz części województw częstochowskiego, radomskiego, sieradzkiego i skierniewickiego. Zniesiony został w 2011, na jego obszarze utworzono nowe okręgi nr 28 i 29.
Siedzibą okręgowej komisji wyborczej był Piotrków Trybunalski.

## Reprezentanci okręgu
| Rok  | Senator komitet wyborczy                      | Senator komitet wyborczy                                    | Senator komitet wyborczy                            | Senator komitet wyborczy                         |
| ---- | --------------------------------------------- | ----------------------------------------------------------- | --------------------------------------------------- | ------------------------------------------------ |
| 2001 |                                               | Jerzy Adamski KKW Sojusz Lewicy Demokratycznej – Unia Pracy |                                                     | Henryk Dzido Samoobrona Rzeczpospolitej Polskiej |
| 2005 |                                               | Zbigniew Rau Prawo i Sprawiedliwość                         | Bogdan Lisiecki Samoobrona Rzeczpospolitej Polskiej |                                                  |
| 2007 | Grzegorz Wojciechowski Prawo i Sprawiedliwość |                                                             | Wiesław Dobkowski Prawo i Sprawiedliwość            |                                                  |
| 2011 | okręg zniesiony – patrz okręgi nr 28 i nr 29  | okręg zniesiony – patrz okręgi nr 28 i nr 29                | okręg zniesiony – patrz okręgi nr 28 i nr 29        | okręg zniesiony – patrz okręgi nr 28 i nr 29     |

## Wyniki wyborów
Symbolem „●” oznaczono senatorów ubiegających się o reelekcję.

### Wybory parlamentarne 2001
| Kandydat                                              | Kandydat             | Komitet wyborczy                                                      | Głosów |
| ----------------------------------------------------- | -------------------- | --------------------------------------------------------------------- | ------ |
|                                                       | Jerzy Adamski●       | KKW Sojusz Lewicy Demokratycznej – Unia Pracy                         | 70 259 |
|                                                       | Henryk Dzido         | Samoobrona Rzeczpospolitej Polskiej                                   | 53 081 |
|                                                       | Tadeusz Rozpara      | KKW Sojusz Lewicy Demokratycznej – Unia Pracy                         | 47 381 |
|                                                       | Stanisław Witaszczyk | Polskie Stronnictwo Ludowe                                            | 44 154 |
|                                                       | Andrzej Charzewski   | Polskie Stronnictwo Ludowe                                            | 40 432 |
|                                                       | Tadeusz Dąbrowski    | KWW Niezależny Kandydat Tadeusz Dąbrowski                             | 40 119 |
|                                                       | Piotr Andrzejewski●  | KWW „Klub Służby Niepodległości – Senat 2001 Okręgu Wyborczego Nr 10” | 34 965 |
|                                                       | Arkadiusz Ciach      | KWW Sojusz Demokratów Lewicy                                          | 26 311 |
|                                                       | Mieczysław Nowicki   | KWW Blok Senat 2001                                                   | 24 139 |
|                                                       | Andrzej Adamowicz    | Senatorski KWW Andrzeja Adamowicza                                    | 16 376 |
| Frekwencja: 44,72% Źródło: Państwowa Komisja Wyborcza |                      |                                                                       |        |

*Jerzy Adamski i Piotr Andrzejewski reprezentowali w Senacie IV kadencji (1997–2001) województwo piotrkowskie.

### Wybory parlamentarne 2005
| Kandydat                                              | Kandydat           | Komitet wyborczy                                     | Głosów |
| ----------------------------------------------------- | ------------------ | ---------------------------------------------------- | ------ |
|                                                       | Zbigniew Rau       | Prawo i Sprawiedliwość                               | 55 180 |
|                                                       | Bogdan Lisiecki    | Samoobrona Rzeczpospolitej Polskiej                  | 41 089 |
|                                                       | Jan Matusiak       | Liga Polskich Rodzin                                 | 36 427 |
|                                                       | Leszek Jakubowski  | Platforma Obywatelska RP                             | 34 670 |
|                                                       | Marek Ormański     | Samoobrona Rzeczpospolitej Polskiej                  | 33 365 |
|                                                       | Grzegorz Adamczyk  | Sojusz Lewicy Demokratycznej                         | 23 423 |
|                                                       | Jerzy Adamski●     | Sojusz Lewicy Demokratycznej                         | 22 957 |
|                                                       | Tadeusz Cisowski   | Polskie Stronnictwo Ludowe                           | 22 258 |
|                                                       | Piotr Kopek        | KWW Niezależnego Kandydata do Senatu RP Piotra Kopek | 17 985 |
|                                                       | Wiesław Kosonóg    | Polskie Stronnictwo Ludowe                           | 17 250 |
|                                                       | Andrzej Pol        | Partia Demokratyczna – demokraci.pl                  | 16 069 |
|                                                       | Edward Olszewski   | Centrum                                              | 10 427 |
|                                                       | Ewa Modrzejewska   | Inicjatywa RP                                        | 8955   |
|                                                       | Jarosław Kipigroch | Socjaldemokracja Polska                              | 7626   |
|                                                       | Sławomir Koczywąs  | Centrum                                              | 6914   |
|                                                       | Tamara Kałcz       | KWW – Ogólnopolska Koalicja Obywatelska              | 3842   |
|                                                       | Wiesław Wella      | Polska Partia Narodowa                               | 3577   |
| Frekwencja: 39,31% Źródło: Państwowa Komisja Wyborcza |                    |                                                      |        |

### Wybory parlamentarne 2007
| Kandydat                                              | Kandydat               | Komitet wyborczy                                     | Głosów |
| ----------------------------------------------------- | ---------------------- | ---------------------------------------------------- | ------ |
|                                                       | Grzegorz Wojciechowski | Prawo i Sprawiedliwość                               | 81 692 |
|                                                       | Wiesław Dobkowski      | Prawo i Sprawiedliwość                               | 76 708 |
|                                                       | Andrzej Czapla         | Platforma Obywatelska RP                             | 60 758 |
|                                                       | Marek Jurek            | KWW Prawicy Marka Jurka                              | 56 263 |
|                                                       | Jakub Jędrzejczak      | Platforma Obywatelska RP                             | 50 071 |
|                                                       | Bogdan Bujak           | KKW Lewica i Demokraci SLD+SDPL+PD+UP                | 40 579 |
|                                                       | Tadeusz Cisowski       | Polskie Stronnictwo Ludowe                           | 32 920 |
|                                                       | Roman Jagieliński      | KKW Lewica i Demokraci SLD+SDPL+PD+UP                | 31 737 |
|                                                       | Stanisław Michałowski  | Polskie Stronnictwo Ludowe                           | 25 669 |
|                                                       | Bogdan Lisiecki●       | Samoobrona Rzeczpospolitej Polskiej                  | 8648   |
|                                                       | Leopold Żurowski       | Konfederacja Polski Niepodległej – Obóz Patriotyczny | 3763   |
| Frekwencja: 50,66% Źródło: Państwowa Komisja Wyborcza |                        |                                                      |        |